# ダフ反応
ダフ反応（ダフはんのう、Duff reaction）とは有機合成反応のひとつで、酸の存在下にヘキサメチレンテトラミン（ヘキサミン）を用いて電子豊富な芳香環をホルミル化する手法。
この反応では、芳香環は強い電子供与性基で活性化されていなければならない。例えば上式のようにフェノール類が基質とされる。

## 反応機構
ダフ反応の機構は以下のように考えられている。まず、ヘキサミンと酸からイミニウムカチオン H2C=N+RR' が活性種として発生し、フェノールに芳香族求電子置換反応を起こす。この段階で得られるベンジルアミン誘導体からさらに酸の付加と水素の移動を経て、ベンザルイミニウムカチオンが生じ、続いて加水分解を受けてアルデヒドを与える。

## 関連反応
- ブーボーのアルデヒド合成
- ボドロウ・チチバビンのアルデヒド合成
- ライマー・チーマン反応
- ソムレー反応
- ビルスマイヤー・ハック反応